# Sergel (efternamn)
För ätten Sergel se Sergel (ätt)
Sergel, även skrivet Sergell , är ett efternamn, som burits av bland andra:
- Anna Sibylla Sergell (1733–1819), konstnär och hovbrodös
- Birger Sergel (1861–1905), militär
- Christoffer Sergell (1693–1773), hovbrodör
- Gustaf Sergel (1792–1858), godsägare och tecknare
- Johan Tobias Sergel (1740–1814), skulptör och tecknare
- Karl Sergel (1909–1996), militär
- Maria Sofia Sergell (1734–?), brodör